# 윤정모
윤정모(1946년 11월 3일 ~ )는 대한민국의 소설가이다.
경상북도 월성에서 태어나 서라벌예대 문예창작과를 졸업했다.
1981년 여성중앙 중편 공모에 《바람벽의 딸들》이 당선되며 등단하였다. 현재 민족문학작가회의의 자문위원을 맡고 있다.
냉전적 반공 의식이 야기한 비인간화 현상과 일상화된 폭력, 민족적 자율성과 계급적 차별, 여성 문제 등 우리 시대의 첨예한 사회적•정치적 문제들을 형상화하는 작품활동을 하고 있다.
주요 작품으로는 《슬픈 아일랜드》, 《들》, 《고삐》, 《님》 등이 있다. 이중 슬픈 아일랜드는 아일랜드의 수난사를 다룬 작품이다.

## 주요 저서
- 《수메리안》 (2005)
- 《우리는 특급 열차를 타러간다》 (2001)
- 《슬픈 아일랜드》 (2000)
- 《딴 나라 여인》 (1999)
- 《그들의 오후》 (1998)
- 《나비의 꿈》 (1996)
- 《봄비》 (1994)
- 《굴레》 (1994)
- 《고삐2》 (1993)
- 《들》 (1992)
- 《빛》 (1991)
- 《고삐》 (1988)
- 《밤길》 (1988)
- 《님》 (1987)
- 《그리고 함성이 들렸다》 (1986)
- 《가자 우리의 둥지로》 (1985)
- 《에미 이름은 조센삐였다》 (1982)
- 《바람벽의 딸들》 (1981)
- 《무늬져 부는 바람》 (1968)

## 수상 경력
- 제7회 신동엽창작기금 (1988)
- 단재문학상 (1993)
- 서라벌문학상 (1996)